# Bras (Libramont-Chevigny)
Pour les articles homonymes, voir Bras.
Bras (en wallon Brå-dlé-Libråmont) est un village en deux agglomérations, Bras-Haut et Bras-Bas situé à mi-chemin entre les villes de Saint-Hubert et Libramont, dans la province du Luxembourg, en Belgique. Situé sur le plateau de Saint-Hubert d'où partent les sources de la  Lomme, le village fait administrativement partie de la commune de Libramont-Chevigny située en Région wallonne dans la province de Luxembourg. C'était une commune à part entière avant la fusion des communes de 1977. 

## Évolution démographique
- Source: DGS, 1831 à 1970=recensements population, 1976= habitants au 31 décembre

## Histoire
Le village de Bras fut recréé en 1823 par la fusion de Haute-Bras, Basse-Bras et Séviscourt. L'ancien domaine de Bras fut scindé en deux agences du département de Sambre-et-Meuse sous le régime français, Bras-Haut et Bras-Bas, qui fusionnèrent en 1801 sous le nom de Haute-et-Basse-Bras. Après 1839 Bras fit partie de la province de Luxembourg (Belgique).

## Patrimoine et culture

### Patrimoine architectural
- La chapelle de Lhommal, datant de 1733, attire chaque année de nombreux pèlerinages mariaux le 8 septembre. Elle se trouve à proximité de la source de la Lomme.
- L'ancienne maison communale de Bras a accueilli le Centre de recherches archéologiques en Ardenne jusqu'en 1993.
- Le château de Warinsart et le domaine de Banalbois se trouvent à proximité de Bras.

### Culture
Tous les quatre ans, le village de Bras accueille la Journée Internationale de l'herbe. Cette journée sert principalement à effectuer les démonstrations des dernières technologies en matière d'agriculture en situation réelle, le lendemain de leur exposition durant les 4 jours de la foire agricole de Libramont.

## Économie

### Communications
Bras est longé à l'ouest par la N89 reliant la frontière française (près de Bouillon) à Salmchâteau. La section de la frontière française jusqu'à la barrière de Champlon est également un tronçon de la E46, reliant la ville française de Cherbourg, à Liège. D'ailleurs, ce tronçon est, depuis le début des années 70, entièrement constitué de 2 chaussées de 2 bandes chacune, et les croisements sont pour la plupart dénivelés.
- Le village de Bras est desservi par 4 lignes du TEC Namur-Luxembourg :
  - Ligne 4 : Libramont - Amberloup - Champlon (1 parcours par jour du lundi au vendredi dans le sens Libramont → Champlon) (dans le sens inverse durant les vacances scolaires)
  - Ligne 51 : Amberloup - St-Hubert - Libramont (12 parcours par jour du lundi au vendredi) (8 parcours durant les vacances scolaires)
  - Ligne 60 : St-Hubert - Neufchâteau - Martelange (1 parcours par jour dans le sens St-Hubert → Martelange du lundi au  vendredi) (dans le sens inverse le mercredi) (ne circule pas durant les vacances scolaires)
  - Ligne 162b : Libramont - Jemelle (21 parcours par jour du  lundi au vendredi, une grande partie uniquement entre Libramont et St-Hubert) (effectue également 12 parcours par jour les week-ends et jours fériés) (20 parcours durant les vacances scolaires)